# Volvo 850
Volvo 850 var en øvre mellemklassebil fra den svenske bilfabrikant Volvo. Den blev bygget mellem midten af 1991 og 1996, og var forgænger for Volvo S70 og V70.

## Historie
I juni 1991 introducerede Volvo en ny, forhjulstrukket model med navnet 850. Ifølge fabrikanten havde bilen fire tekniske "verdensnyheder" i en serieproduceret bil: En Deltalink-bagaksel, som skulle forbedre køreegenskaberne, de første tværliggende femcylindermotorer, sikkerhedsseler som automatisk tilpassede sig førerens størrelse, og sidst men ikke mindst sidekollisionsbeskyttelsessystemet SIPS (Side Impact Protection System). Dermed var 850 forbillede for andre bilers sikkerhed. Konkurrenterne til den forhjulstrukne 850 var Mercedes-Benz E-klassen, BMW 5-serien og Audi 100/A6.
Fra starten af 1993 fandtes 850 også som stationcar. Stationcarudgaven havde de karakteristiske vertikale baglygter, som frem til 2016 kendetegnede alle store Volvo-stationcars.
- Bagfra (australsk version)
- Volvo 850 stationcar (1993–1996, USA)

Fra sommeren 1993 kunne femcylindermotorerne fås i turboladede versioner, som skulle give bilen et sportsligere image. Denne version med navnet T5 ydede 166 kW (226 hk). Næsten samtidig med dette blev 850 let modificeret og udstyret med nye kofangere og forlygter. T5 blev i sommeren 1994 overgået i effekt af T-5R med 177 kW (241 hk, med overboost). T-5R blev i 1996 afløst af R med 184 kW (250 hk). Disse versioner var 850-seriens topmodeller.
Til modelåret 1996 blev modelserien udvidet med en "Bi-Fuel"-model, som både kunne køres på naturgas og benzin, en firehjulstrukket model kaldet AWD og dieselmodellen TDI.
- Volvo 850 T5-R
- Volvo 850 R

I slutningen af 1996 blev 850 i forbindelse med et omfangsrigt facelift omdøbt til Volvo S70 (sedan) hhv. Volvo V70 (stationcar) for at betone slægtskabet med den mindre S40/V40-serie, som kom på markedet et år forinden, yderligere.

## Specialmodeller

### T-5R
Specialserien T-5R blev introduceret i sommeren 1994. Oprindeligt skulle modellen have heddet Volvo 850 plus 5. Modellen var baseret på T-5. Med speciel software var det muligt at øge ladetrykket med 0,1 bar i op til 30 sekunder, hvilket midlertidigt øgede effekten med 11 kW (15 hk) og 30 Nm. Denne specialmodel fandtes kun i tre forskellige farver: Gul (2500 eksemplarer), sort (2500 eksemplarer) og grøn (2500 eksemplarer), hvor de gule og sorte kun blev fremstillet i 1995 og de grønne i 1996. 
Alle T-5R-modeller blev leveret med specielle 17" fælge og havde kabineudstyr i læder/alcantara. Bilerne havde ligeledes modificerede frontskørter og kunne som ekstraudstyr leveres med hækspoiler.

### R
Fra sommeren 1995 til slutningen af 1996 blev en modificeret og i styktal ubegrænset version solgt under navnet 850 R, som afløste T-5R. Ud over enkelte modifikationer i kabinen var modellen udstyret med en 16T-turbolader i stedet for T-5R's 15G-turbolader.

## Sikkerhed
Det svenske forsikringsselskab Folksam vurderer flere forskellige bilmodeller ud fra oplysninger fra virkelige ulykker, hvorved risikoen for død eller invaliditet i tilfælde af en ulykke måles. I rapporterne Hur säker är bilen? er/var 850 (samt S70 og V70) klassificeret som følger:
- 1999: Mindst 50 % bedre end middelbilen[9]
- 2001: Mindst 40 % bedre end middelbilen[10]
- 2003: Mindst 30 % bedre end middelbilen[11]
- 2005: Mindst 30 % bedre end middelbilen[12]
- 2007: Mindst 20 % bedre end middelbilen[13]
- 2009: Mindst 20 % bedre end middelbilen[14]
- 2011: Mindst 20 % bedre end middelbilen[15]
- 2013: Mindst 20 % bedre end middelbilen[16]
- 2015: Mindst 20 % bedre end middelbilen[17]
- 2017: Mindst 20 % bedre end middelbilen[18]

## Motorer
De femcylindrede rækkemotorer (benzin) i Volvo 850 var bygget ud fra et byggekassesystem fra de sekscylindrede rækkemotorer, som var udviklet specielt til den større Volvo 960 i samarbejde med Porsche i Weissach.
Dieselmotoren i 850 var leveret af Volkswagen. Den af Audi udviklede 2,5-liters femcylindrede rækkemotor blev benyttet i Audi 100, Audi A6 og i modificeret form i Transporter T4 og T5. Siden 2010 har Volkswagen ikke længere benyttet motoren selv.
850-serien fandtes med flere forskellige tværliggende femcylindrede motorer af aluminium:
| Model         | Cylindre | Ventiler | Slagvolume cm³ | Max. effekt kW (hk) / omdr. | Max. drejningsmoment Nm / omdr. | Motorkode | 0-100 km/t sek. | Topfart km/t | Byggeår          |
| ------------- | -------- | -------- | -------------- | --------------------------- | ------------------------------- | --------- | --------------- | ------------ | ---------------- |
| Benzinmotorer |          |          |                |                             |                                 |           |                 |              |                  |
| 2.0           | 5        | 10       | 1984           | 93 (126) / 6250             | 170 / 4800                      | B5202S    | 11,7            | 195          | 8/1994 − 12/1996 |
| 2.0           | 5        | 20       | 1984           | 105 (143) / 6500            | 172 / 3800                      | B5204     | 10,9            | 205          | 6/1991 − 12/1996 |
| 2.0 T         | 5        | 20       | 1984           | 155 (210) / 5400            | 300 / 1900                      | B5204T    | 7,3             | 229          | 8/1993 − 12/1996 |
| 2.5           | 5        | 10       | 2435           | 103 (140) / 5400            | 206 / 3600                      | B5252     | 10,0            | 205          | 6/1991 − 7/1994  |
| 2.5           | 5        | 10       | 2435           | 106 (144) / 5400            | 206 / 3600                      | B5252S    | 10,2            | 205          | 8/1994 − 12/1996 |
| 2.5           | 5        | 20       | 2435           | 125 (170) / 6200            | 220 / 3300                      | B5254S    | 8,9             | 215          | 8/1991 − 12/1996 |
| 2.5 AWD1      | 5        | 20       | 2435           | 142 (193) / 5100            | 270 / 1800                      | B5254T    | 7,8             | 225          | 4/1996 − 12/1996 |
| T-5           | 5        | 20       | 2319           | 166 (226) / 5200            | 300 / 2000                      | B5234T    | 7,4             | 240          | 8/1993 − 12/1996 |
| T-5R          | 5        | 20       | 2319           | 177 (241)2 / 5300           | 329 / 2000                      | B5234T5   | 6,9             | 247          | 8/1994 − 12/1996 |
| R             | 5        | 20       | 2319           | 184 (250)2 / 5400           | 350 / 2400                      | B5234T4   | 6,7             | 2503         | 8/1995 − 12/1996 |
| Dieselmotorer |          |          |                |                             |                                 |           |                 |              |                  |
| 2.5 TDI       | 5        | 10       | 2461           | 103 (140) / 4000            | 290 / 1900                      | D5252T    | 9,9             | 200          | 8/1995 − 12/1996 |